# 광주 양림동 호랑가시나무
광주 양림동 호랑가시나무(光州 楊林洞 호랑가시나무)는 광주광역시 남구 양림동에 있는 호랑가시나무이다. 1985년 2월 25일 광주광역시의 기념물 제17호로 지정되었다.

## 개요
호랑가시나무는 감탕나무과에 속하며 변산반도 남쪽의 따뜻한 지방에서만 자란다. 나뭇잎은 두껍고 윤이 나며 각이 진 곳에는 가시가 달려 있다. 꽃은 4,5월에 피고 9,10월에는 붉은 열매가 익는데 한겨울에도 그 빛이 선명하여 관상용으로 좋다.
이 나무의 높이는 6미터이고, 뿌리 부분의 둘레는 1.2미터, 수령은 약 400년 정도인데 이 수종에서는 보기 드물게 큰 나무이다.

## 같이 보기
- 호랑가시나무

## 참고 문헌
- 양림동호랑가시나무 - 국가유산청 국가유산포털